# سکارنافیجی
سکارنافیجی (به ایتالیایی: Scarnafigi) یک کومونه در ایتالیا است که در استان کونیو واقع شده‌است. سکارنافیجی ۳۰٫۴ کیلومتر مربع مساحت و ۱٬۹۳۶ نفر جمعیت دارد.